# 존재의 세 가지 거짓말
존재의 세 가지 거짓말(The Notebook, The Proof, The Third Lie: Three Novels)은 헝가리 작가 아고타 크리스토프가 발표한 3부작 연작소설이다. 비밀 노트 (Le grand cahier / The Notebook), 타인의 증거 (La preuve / The Proof), 50년간의 고독 (Le troisième mensonge / The Third Lie)으로 구성되어 있다. 2013년 제1부 《The Notebook》이 영화화되었다.

## 등장 인물
- 루카스
- 클라우스
- 야스민
- 마티아스
- 빅토르
- 클라라
- 페테르

## 기타
닌텐도의 게임 MOTHER 3은 존재의 세 가지 거짓말에서 영향을 받았다.

## 같이 보기
- 비밀 노트
- 타인의 증거
- 50년간의 고독